# GenSight Biologics
GenSight Biologics est une société française qui développe des thérapies géniques pour des maladies de l’œil. À fin 2019, la société dispose d'un portefeuille de 2 produits, dont le plus avancé est celui pour le traitement de la neuropathie optique héréditaire de Leber (NOHL). 
GenSight Biologics est cotée à la bourse de Paris.

## Historique
La société est créée en 2012. Bernard Gilly, qui avait déjà créé plusieurs startups en biotechnologie ou en technologies médicales, devient président en 2016.
Après quelques années de recherche-développement, la société met en production son principal produit, le Lenadogene nolparvovec (nom d'usage : Lumevoq). 
Utilisé pour le traitement de la NOHL, ce produit de thérapie génique nécessite des essais cliniques coûteux, et le manque de fonds propres mène GenSight Biologics très près du dépôt de bilan en décembre 2019. C'est à cette période que l'investisseur chinois 3SBio, propriétaire du fonds Strategic International Group, apporte 21 millions d'euros, dont 15 millions d'euros immédiatement et  9 millions d'euros en fonds propres en échange d'une licence exclusive pour la Chine,.

## Produits en développement et en tests
- Le Lumevoq s'attaque à la neuropathie optique de Leber. Cette maladie héréditaire transmissible par les femmes est associée à des mutations de gènes qui ont pour conséquence la mort de cellules ganglionnaires de la rétine. Le traitement consiste à injecter dans l’œil un virus qui porte le bon gène, avec une efficacité de 81% sur les patients[5]. Ainsi, Rory Dewar, un joueur de rugby de 25 ans qui avait perdu la vue à 22 ans, a pu se remettre à jouer[6] et Julien, 42 ans, s'est remis à voir[7].

En 2020, le prix de vente provisoire de ce médicament est fixé à 700 000 Euros. L'autorisation de mise sur le marché européen a été demandée en octobre 2020. Les tests cliniques de phase III, terminés en Europe, se poursuivent en 2021 aux États-Unis
Fin juin 2021: les résultats de l'étude clinique de Phase III REFLECT USA, confirmant l'efficacité de LUMEVOQ® et démontrant une meilleure efficacité du traitement bilatéral.
- Le candidat médicament GSO30 contre la rétinopathie pigmentaire poursuit des essais cliniques phase I/II en Grande-Bretagne[10].
- En 2021:  publication dans la prestigieuse revue scientifique « Nature Medicine » du « premier cas de récupération visuelle partielle chez un patient aveugle atteint de rétinite pigmentaire (RP) à un stade avancé ».  Un résultat obtenu grâce au traitement optogénétique GS030, développé par GenSight, en collaboration notamment avec l'Institut de la vision à Paris. Cette technologie française combine la thérapie génique avec l'utilisation de lunettes de stimulation lumineuse. Découverte au milieu des années 2000, l'optogénétique permet de rendre des cellules sensibles à la lumière grâce à l'utilisation d'un appareil médical.

## Actionnaires
Les principaux actionnaires sont des fonds de capital-risque ou de capital-développement :
| Nom                            | %     |
| Sofinnova Partners             | 13,7% |
| Amiral Gestion SA              | 5,5%  |
| Bpifrance                      | 4,7%  |
| Versant Venture Management LLC | 3,9%  |
| Abingworth LLP                 | 3,05% |
| Novartis AG                    | 3,02% |